# 瓦內爾 (喬治亞州)
瓦內爾（英語：Varnell）是一個位於美國喬治亞州惠特菲爾德縣的城市。

## 地理
瓦內爾的座標為34°53′58″N 84°57′52″W / 34.89944°N 84.96444°W，而該地的平均海拔高度為246米（即807英尺）。

## 人口
根據2010年美國人口普查的數據，瓦內爾的面積為6.40平方千米，當中陸地面積為6.40平方千米，而水域面積為0.00平方千米。當地共有人口1745人，而人口密度為每平方千米272.66人。